# Bazilika sv. Petra
Bazilika sv. Petra (tal. Basilica Papale di San Pietro in Vaticano) je vatikanska katolička crkva izgrađena u stilu klasične renesanse, na mjestu prethodne ranokršćanske bazilike. Prema tradiciji i povijesnim izvorima, prvo zdanje podignuto je na mjestu mučeništva i grobu sv. Petra, jednog od dvanaestorice apostola i prema katoličkoj tradiciji prvoga rimskog biskupa, a time i prvog u nizu papa. Smatra ju se jedinstvenom crkvom u kršćanskom svijetu, kao i najvažnijom od svih kršćanskih crkava. 
Iznad groba sv. Petra, u 16. stoljeću, sagrađena je bazilika njemu u čast. Brojni znameniti talijanski umjetnici, među kojima su Donato Bramante, Gianlorenzo Bernini i Michelangelo, bili su uključeni u njezinu izgradnju od 1506. do 1626. Danas je zbog svojih religijske i povijesne važnosti vezane uz papinstvo, protureformaciju te umjetnike i arhitekte značajno hodočasničko i turističko središte.
Bazilika sv. Petra nije katedrala, jer u njoj ne stoluje biskup, nego je njezin službeni naziv Papinska bazilika sv. Petra u Vatikanu.
Jedan zapis na tlu srednje lađe navodi koliko je čitava građevina dugačka, 194 m (vanjska duljina iznosi, zajedno s trijemom, 211,15 metara), a svod je visok 44 metra. Crkveni prostor zauzima površinu od 15 160 m², kupola je do vrha križa visoka 133 m, a nose ju četiri nosača, svaki obujma od 71 metra.

## Status
Bazilika sv. Petra jedna je od četiri papinske bazilike ili velike bazilike u Rimu Ostale tri su: bazilika sv. Ivana Lateranskog, bazilika sv. Marije Velike i bazilika sv. Pavla izvan zidina. Bazilika sv. Petra je najistaknutija građevina u Vatikanu. Njena kupola je dominantna na liniji horizonta u Rimu. Najveća je crkva na svijetu, pokriva područje od 2,3 hektara. Jedna je od najsvetijih mjesta kršćanstva; u njoj se nalazi grobnica sv. Petra, koji je bio jedan od dvanaestorice apostola i prema katoličkoj tradiciji, ujedno i prvi biskup u Antiohiji, a kasnije prvi biskup u Rimu, prvi papa. Iako Novi zavjet ne spominje Petrovo mučeništvo u Rimu, katolička tradicija na temelju spisa crkvenih otaca smatra da je njegova grobnica ispod oltara. Radi toga su mnogi pape iz ranih godina Crkve bili su pokopani u bazilici.
Bazilika sv. Petra nije papino službeno sjedište ni prva u rangu među glavnim bazilikama u Rimu. Tu čast ima bazilika sv. Ivana Lateranskog. Međutim, to je zasigurno glavna papinska crkva, jer se većina papinskih ceremonija održava u njoj, zbog njene veličine i povoljne lokacije. Katedra (stolica) sv. Petra, koja se nalazi u bazilici simbolizira nastavak linije apostolskog naslijeđa od sv. Petra do današnjeg pape. Za nju se smatralo da je na njoj sjedio sam sv. Petar, ali je ona zapravo dar francuskog kralja Karla II. tadašnjem papi Ivanu VIII. 875. godine. Ona se nalazi na povišenom mjestu u apsidi, uz kipove crkvenih naučitelja i ispod slike koja simbolizira Duh Sveti.

## Stara bazilika sv. Petra
Staru baziliku sv. Petra, najglasovitiju i najveću starokršćansku baziliku, sagradio je car Konstantin Veliki na molbu pape Silvestra I. još 326. godine na mjestu mučeništva sv. Petra, u blizini Neronovog cirkusa.
Bazilika je bila na uzvišenju do kojega je vodilo stubište s 35 stuba. Atrij ili otvoreno dvorište na istoku imalo je baldahinom natkriti cantharus (česmu), a od njega vodio je kroz narteks, ulazni hodnik s pet vrata, do glavnog dijela bazilike. Iako je golemi središnji prostor bio dug oko 60 metara – crkva je bila konstruktivno jednostavna i imala je otvoreno krovište. Redovi gusto postavljenih stupova dijelili su zgradu u glavnu i četiri pobočne lađe. Glavna lađa (brod) i pobočne na zapadu su završavale s pet lukova od kojih je središnji bio trijumfalni luk (slavoluk). Iza toga nalazila se bema, prostor iz kojeg se možda razvio transept u kasnijim crkvama kružnog tipa (u bemi ili povišenom dijelu svetišta nalazila se, iza baldahina, grobnica sv. Petra). Iza nje je bila apsida iz koje su biskupi i visoko svećenstvo održavali službu Božju.
Ispred glavnog oltara bili su okrunjeni mnogobrojni carevi, tako je na Božić 800. godine okrunjen Karlo Veliki kojega je papa Lav III. okrunio krunom Svetog Rimskog Carstva.
U 15. stoljeću stara bazilika sv. Petra je bila stara više od 1100 godina i pokazivala je znakove starosti, pa je papa Nikola V. htio staru baziliku nadograditi i pretvoriti je u katedralu dostojnu veličine i snage Katoličke Crkve.

## Gradnja i oblik
Obnova je započela 1452. godine prema nacrtima Bernarda Rossellinija, no radovi su tri godine kasnije, poslije smrti pape, obustavljeni; zidovi su se uzdizali jedva metar iznad površine zemlje. Prije pontifikata Julija II. (1503. – 1513.) nije bilo ozbiljnijeg pokušaja da se bazilika restaurira ili pregradi. Papa se sjetio starih nacrta i odlučio da ponovo započne gradnju te je nakon 50 godina ovo gradilište opet oživjelo. Papa je odlučio da obnovi drvenu baziliku na prikladan imperijalan rimski način, kao suvremenu suparnicu rimskim kupalištima i Panteonu.
Jedan dio nove Petrove crkve valjalo je predvidjeti kao mučeničku grobnicu ili komemorativnu crkvu. Crkve mučenika bile su obično kružnog tlocrta, a upravo u to vrijeme projektirao je Bramante sićušni Tempietto San Pietro u Monitoriju, janikulskom brežuljku, gdje se pogrešno mislilo da je svetac bio mučen. Isprva je, između mnogih nacrta, Julije II. upravo odabrao Bramanteovu crkvu u obliku istokračnog grčkog križa s četiri mala grčka križa u krakovima. Iznad središta trebala se izdizati golema glavna kupola koja se stepenasto uzdiže oponašajući Panteon. Četiri manje kupole su bile predviđene za četiri kraka križa.
U praksi međutim crkve centralnog tlocrta nisu prikladne za velike svečanosti u kojima sudjeluju tisuće ljudi i poslije 1514. godine, kada je umro Bramante, za vrijeme njegovih nasljednika Rafaela (do njegove smrti 1520.), fra Giovannija Gioconde iz Verone i Giuliana da Sangalla promijenio se taj genijalni plan i došlo je do kompromisa. Dugo se vremena vodila prepirka ne bi li tlocrt u obliku latinskog križa bio bolji. Velik, ružan drveni model napravljen za Antonija da Sangalla mlađeg, koji je umro 1546. godine, predstavlja kompromisno rješenje nekolicine problema, naročito po nespretnom miješanju središnjeg tlocrta i tlocrta latinskog križa. Njemu nedostaje Bramanteov osjećaj za klasičnu jednostavnost. Njegovo najistaknutije obilježje je neobičan most koji povezuje vestibul i glavni brod.
Michelangelo, kojemu je papa Pavao III. 1547. zapovijedio neka nastavi gradnju, vratio se grčkom križu. Jedino je on, poput Bramantea, bio u stanju zamisliti pravo mjerilo ove velike građevine. Njegove ideje poznate su nam s nekoliko bakroreza, nekoliko njegovih crteža i drugog velikog drvenog modela. Michelangelo je nadmašio Bramanteov projekt jasnoćom i ekonomičnošću otvorivši tlocrt u kutovima, stvorivši tako jedinstven integrirani križ i četvorinu i jedinstven interijer. Michelangelo se nerado primio posla i pristao je nakon nagovaranja pape Pavla III. Izjavio je, da je pristao samo iz ljubavi prema Bogu i u čast apostola.
Najvažniji doprinos građevini svetog Petra što ga je genijalni kipar pridonio bila je blistava, uza svu veličinu, bestežinski djelujući, kupola iznad papinskog oltara (visoka 138 metara). Kupola je poduprta apsidijalnim galerijama, a iznutra je nose četiri masivna stuba, svaki u četvorini sa stranicama od 18 metara. Kamena rebra koja se dižu iz tambura s kolonadom dvostrukih stupova, da bi nosila lanternu na vrhu, povećavaju njen dinamični odnos. Nakon njegove smrti 1564. godine, rad je preuzeo Giacomo Della Porta 1573. godine, koji je ponešto promijenio projekt.
Kupolu su dovršili Michelangelovi nasljednici od 1588. do 1593. godine, dugo nakon njegove smrti, i vjerojatno lakšu i šiljastijeg oblika nego što je on želio.
Za gradnju najvećeg hrama bilo je potrebno puno novaca, a taj novac je najvećim dijelom potjecao od trgovine oprostima.
Godine 1606. zapovijedio je papa Pavao V. neka se vrate obliku latinskog križa s namjerom da se osigura više prostora. Tada je Carlo Maderno gradio uzdužnu lađu katedrale i baroknu fasadu i tako modificirao cijeli odnos kupole i pročelja. Danas se Michelangelova kupola, gledajući iz blizine, skriva iza masivne barokne fasade. Ispred fasade je portik s pet vrata koje vode u baziliku, na čijem vrhu su konjaničke skulpture Konstantina (Bernini) i Karla Velikog (Cornacchini). Jedna od ukrašenih brončanih vrata zovu se Sveta vrata i otvorena su samo za jubilarnih godina.
Tek poslije posvete crkve, 18. studenog 1626., Bernini, nasljednik Maderna, dovršii je građevinu i čitav njen okoliš. Berninijevo je djelo visoki tabernakul iznad glavnog oltara, ali prije svega njemu se ima zahvaliti za današnji izgled Petrova trga. Pravi umjetnik gradnje osnovao je prekrasne kolonade s 284 stupa i 88 nosača koji okružuju u svoj svojoj cjelini taj jedinstveni trg. Bernini je, također, napravio i nacrte za 162 svetačka kipa na balustradi. Obelisk 25 m visok, u sredini trga, potječe iz Egipta. Kaligula je ukrasio njime Neronov cirkus. Godine 1586. transportirali su ga na današnje mjesto i ondje ga postavili.

## Unutrašnjost i ukrasi
Unutar trijema iznad glavnog ulaza je poznat i potpuno obnovljeni mozaik Navicella (brodić), koji je za prvotnu baziliku izradio Giotto o prvoj Svetoj godini (1300.).
Posljednja vrata desno nazivaju se "Sveta vrata" (Porta Santa) i ona su otvorena samo za "Svete godine". Na Badnji dan papa, po osobitom obredu dolazi do tih vrata praćen svečanom procesijom i nakon što triput klekne i triput udari čekićem odstranjuje se zid i papa prvi njima ulazi u Baziliku. Na Sveta tri kralja poslije jubilarne godine vrata se ponovno zazidaju, uz posebnu svečanost. Moderne reljefe koji ukrašavaju ta vrata izradio je Vico Consorti.
Središnja vrata su "Vrata Filarete" (Porta di Bronzo) izradio je u 15. stoljeću Filaret za drevnu Konstantinovu baziliku, ugledavši se u Ghibertijeva vrata u Firenci. Njih uokviruju dvoja vrata iz suvremenog doba, Minguzzijeva "Vrata dobra i zla" (Porta del Bene e del Male), i Crocettijeva "Vrata svetih sakramenata" (Porta dei Sacramenti), a posljednja vrata s lijeva, tzv. "Vrata smrti" (Porta della Morte), na kojima su prikazani Isusova i Bogorodičina smrt, te smrt u svemiru, su najnovija (1964.) i njih je napravio Giacomo Manzù za papu Ivana XXIII.
U unutrašnjosti se osjeća božansko, harmonično prostranstvo najveće kršćanske crkve. Dojam veličine se može dobiti ako znamo da su putti (mali anđeli), na pandantivima kupole, veći od ljudske veličine, dok je centralni kanopos visok poput rimske palače.
Devedeset devet svjetala poredanih u polukrug oko oltara se čuva uvijek upaljenima kako bi osvijetlili grobnicu sv. Petra ispod oltara.
Brončani baldahin iznad oltara, visok 29 metara,  izradio je najveći barokni kipar Bernini. Baldahin nose spiralni stupovi odliveni od brončanih dekoracija s Panteona, a na vrhu se nalazi golema skulpturalna kompozicija uznesenja sv. Petra.
Dekoracija apside je isto tako djelo velikog kipara. Umjetnik je zamislio veliko barokno relikvijarno prijestolje u pozlaćenoj bronci koje okružuje drveni tron za koji se vjeruje da je originalni tron sv. Petra. Iznad njega su veličanstvene trake "Svete svjetlosti" s golubicom Duha Svetoga i brojnim figurama u štukaturi.
Dva su monumentalna nadgrobna spomenika s obje strane oltarne apside: grobnica pape Pavla II. (Guglielno della Porta 1575.) i grobnica pape Urbana VIII. (Bernini 1647.). Uz četiri golema centralna stuba (pilastra) nalaze se skulpture svetaca od kojih je možda najljepši sv. Longinus s kopljem kojim je proboden Krist (Bernini). Ostale skulpture su: glasoviti brončani kip sv. Petra iz 13. stoljeća, Carica sv. Jelena Andree Bolgija, sv. Veronika Francesca Mochija i sv. Andrija Françoisa Duquesnoya.
Uz pilastre, u bazilici se nalaze mnogobrojni spomenici, kao npr. Kristina Švedska Carla Fontane, Berninijeva matilda iz Canosse (1635.), Canovini spomenici papama Klementu XIII., Urbanu VIII. i posljednjim Stuartima.
U bazilici se nalazi i Pietà koju je veliki Michelangelo isklesao s nepunih 25 godina za jubilej 1500. godine.
U Svetištu i muzeju riznice sv. Petra (Tesoro) nalazi se dragocjeni Donatellov ciborij i grobnica pape Siksta IV., djelo Antonia del Pollaiola.
Ispod jednog od stubova kupole nalazi se ulaz u Vatikansku kriptu u kojoj se nalaze ostaci stare Konstantinove bazilike i grobnice dvadesetak pontifikanata (među kojima su Pio XII., Ivan XXIII., Pavao VI. i Ivan Pavao I.). Iskapanja ispod Konfesije donijela su važno otkriće koje je papa Pavao VI. objavio 26. lipnja 1968.: "Relikvije sv. Petra su identificirane na način koji možemo smatrati uvjerljivim".

## Dojmovi
"Građevinu, koja svoju slavu u prvom redu zahvaljuje svojoj veličini i sjaju svoje opreme teže je opisati riječju od bilo koje druge građevine", pisao je Carl Lutzow u svojem prije stotinu godina napisanom djelu o umjetnosti crkvene gradnje, "a taj posao je tim teži budući da su temeljni oblici, u kojima se postavila gradnja i stil u kojem je izvedena po svojoj prirodi lišeni svake osobine i obilježja, streme prema nekoj sveobuhvatnoj općenitosti." Kao i kasniji kritičari Lutzow žali što su se odrekli Bramanteovog tlorisa forme grčkog križa. "Jasno se osjeća kako je prvotna jedinstvena zamisao žrtvovana zahtjevu za masovnim razvijanjem raskoši." Jacob Burckhardt je naprotiv, mislio da utjecaj crkvenog prostora odlučujuće djeluje na rasvjetu i na broj ljudi. "U uskrsno jutro svatko zna da se nalazi u najvećoj zemaljskoj prostoriji na svijetu."
Američki filozof Ralph Waldo Emerson opisao je baziliku sv. Petra kao "ukras zemaljske kugle ... uzvišenu i lijepu."
Općeniti utisak crkvenog prostora sa svojim izjednačenim razmjerima, sa svojim efektima perspektive, boje i strujanjem svjetla djeluje fascinirajuće na neiskusnog promatrača. Onaj koji se obraća pojedinačnim dijelovima građevine, spomenicima i umjetninama - na njega će ta građevina ostavljati još veći utisak. Ali bazilika svetog Petra nije samo crkva i majstorsko djelo građevinske umjetnosti već ponajprije simbol univerzalnosti Crkve.

## Arhiprezbiteri bazilike od 1053. godine
Papa imenuje arhiprezbitera, koji upravlja bazilikom. To su obično talijanski kardinali, ali bilo je i kardinala drugih narodnosti poput Engleza Henryja Benedicta Stuarta i Edwarda Henryja Howarda i Španjolca Rafaela Merry del Vala i dr. Dva kardinala arhiprezbitera Giovanni Gaetano Orsini i Pietro Barbo kasnije su postali pape (Nikola III. i Pavao II.).
Popis arhiprezbitera bazilike sv. Petra :
| - Giovanni (1053.) - Deusdedit (1092.) - Azzo (1103. – 1104.) - Rustico de' Rustici (oko. 1128. – 1131.?) - Griffone (1138. – 1139.) - Pietro (oko 1140.? – 1144.) - Bernard (1145. ? – 1176. ?) - Giovanni da Sutri (1176./'78. – 1180.) - Ugolino di Segni (oko 1191./1200. – 1206.) - Guido Pierleoni (1206./'07. – 1228.) - Stefano Conti (1229. – 1254.) - Riccardo Annibaldi (1254. – 1276.) - Giovanni Gaetano Orsini (1276. – 1277.) - Matteo Orsini Rosso (1277. ili 1288. – 1305.) - Napoleone Orsini Frangipani (1306. – 1342.) - Annibaldo di Ceccano (1342. – 1350.) - Guillaume de La Jugie (1362. – 1365.) - Rinaldo Orsini (1366. – 1374.) - Hugues de Saint-Martial (1374. – 1378.) - Philippe d'Alençon (1378. – 1397.) | - Cristoforo Maroni (1397. – 1404.) - Angelo Acciaioli (1404. – 1408.) - Antonio Calvi (1408. – 1411.) - Pedro Fernandez de Frias (1412. – 1420.) - Antonio Correr (1420. – 1434.) - Giordano Orsini (1434. – 1438.) - Giuliano Cesarini (1439. – 1444.) - Pietro Barbo (1445. – 1464.) - Richard Olivier (1464. – 1470.) - Giovanni Battista Zeno (1470. – 1501.) - Juan López (1501.) - Ippolito d'Este (1501. – 1520.) - Marco Cornaro (1520.) - Franciotto Orsini (1520. – 1530.) - Francesco Cornaro (1530. – 1543.) - Alessandro Farnese (1543. – 1589.) - Giovanni Evangelista Palotta (1589 – 1620.) - Scipione Caffarelli-Borghese (1620. – 1633.) - Francesco Barberini (1633. – 1667.) - Carlo Barberini (1667. – 1704.) | - Francesco Nerli (1704. – 1708.) - Annibale Albani (1712. – 1751.) - Henry Benedict Stuart (1751. – 1807.) - Romualdo Braschi- Onesti (1807. – 1817.) - Alessandro Mattei (1817. – 1820.) - Pietro Francesco Galleffi (1820. – 1837.) - Giacomo Giustiniani (1837. – 1843.) - Mario Mattei (1843. – 1870.) - Niccola Clarelli Parracciani (1870. – 1872.) - Edoardo Borromeo (1872. – 1881.) - Edward Henry Howard (1881. – 1892.) - Francesco Ricci Paracciani (1892. – 1894.) - Mariano Rampolla del Tindaro (1894. – 1913.) - Rafael Merry del Val (1914. – 1930.) - Federico Tedeschini (1939. – 1959.) - Paolo Marella (1961. – 1983.) - Aurelio Sabattani (1983. – 1991.) - Virgilio Noè (1991. – 2002.) - Francesco Marchisano (2002. – 2006.) - Angelo Comastri (2006. – ) |

## Grobovi i relikvije
Postoji više od 100 grobova u bazilici sv. Petra, mnogi se nalaze u katakombama ispod bazilike (npr. Svete Petronile). To uključuje grobove 91. pape, sv. Ignacija Antiohijskog, Otona II., cara Svetog Rimskog Carstva, skladatelja Giovannija Pierluigija da Palestrine i dr. Tu su pokopani i progonjeni britanski plemići katoličke vjere James Francis Edward Stuart i njegova dva sina, Charles Edward Stuart i Henry Benedict Stuart, kojima je papa Klement XI. dopustio dolazak u Vatikan. Također tu je pokopana i Marija Klementina Sobjeska, supruga Jamesa Francisa Edwarda Stuarta i unuka Jana Sobjeskog, zatim kraljica Kristina Švedska, koja je abdicirala s prijestolja kako bi se preobratila na katoličanstvo, grofica Matilda Toskanska, pristaša pape Grgura VII., tijekom Spora za investituru između pape i cara Henrika IV.

## Liturgija
Papa Silvestar I. posvetio je baziliku sv. Petra 18. studenoga 326. godine. Taj nadnevak od 11. stoljeća u katoličkoj liturgiji slavi se kao spomendan posvete bazilikâ sv. Petra i Pavla, apostola.

### Ad Petri Sedem
Ad Petri Sedem (lat. za (K) Stolici sv. Petra) godišnja je tradicijska procesija od manje bazilike sv. Celza i Ivana (tal. Santi Celso e Giuliano) do bazilike sv. Petra. Također, to je i naziv godišnjeg hodočašća u Rim, koje uključuje i sudjelovanje u procesiji. Redovito godišnje hodočašče pod tim imenom održava se krajem listopada od 2012., u spomen na motuproprij pape Benedikta XVI. Summorum Pontificum.

## Galerija
- Pogled na kupolu iz unutrašnjosti
- Pogled na Rim iz Bazilike.
- Brončani kip sv. Petra, pripisano Arnolfu di Cambiju.
- Papa Benedikt XVI. poslije sv. mise u Bazilici.
- Pogled na Baziliku s rijeke Tiber.
- Grob pape Ivana XXIII.
- Pogled na Baziliku po noći.
- Glavni ulaz.
- Kipovi Isusa sa sv. Ivanom Kristiteljem i sv. Andrijom na vrhu fasade.
- Bazilika na slici Viviana Codazzija oko 1630.
- Model Bazilike u parku Minimundus u Klagenfurtu.
- Popis papa u Bazilici.

## Vanjske poveznice
Mrežna mjesta
- Bazilika sv. Petra, službeno mrežno mjesto (tal.)
- Virtualna šetnja bazilikom (engl.)
- O arhitekturi Bazilike i slike
- Virtualno putovanje Bazilikom
- Članak o Bazilici
- Članak i slike o Bazilici
- Članak u Katoličkoj enciklopediji
- Virtualna (3D) ekskurzija u baziliku sv. Petra